# Jurij Mamin
Jurij Borisovič Mamin (Leningrado, 8 maggio 1946) è un regista e sceneggiatore russo.

## Filmografia parziale

### Regista
- Prazdnik Neptuna (1986)
- Fontan (1988)
- Bakenbardy (1990)
- Insalata russa (Okno v Parizh) (1994)
- Ne dumaj pro belych obez'jan (2008)